# Vanoi
Il Vanoi è un torrente alpino che si trova nel Trentino orientale. Ha origine presso il Passo Cinque Croci da vari rivi e torrentelli, attraversa l'omonima valle e sfocia infine nel Cismon. L'alto bacino del Vanoi è chiamato Val Cia.

## Descrizione

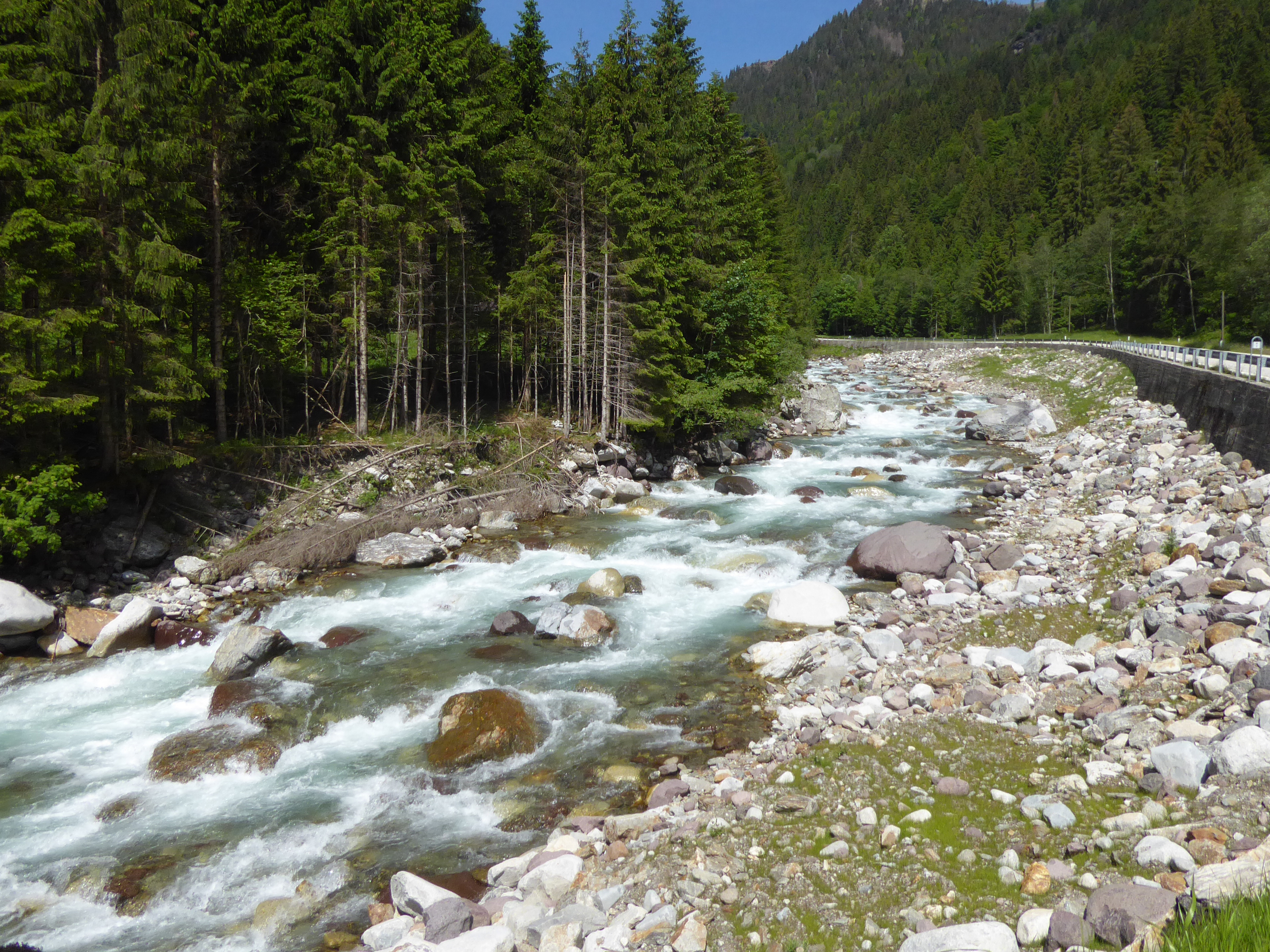
Il torrente poco a monte della centrale idroelettrica di Caoria

Si può suddividere il corso del torrente Vanoi in tre tratti: dall'inizio a Caoria, dove la pendenza è fortissima: 120 per mille. Da Caoria a Canal San Bovo, dove la pendenza diminuisce fino al 53 per mille. Da Canal San Bovo alla confluenza con il torrente Cismon. In quest'ultimo tratto il torrente si insinua nella Val Cortella. 
La portata del Vanoi è abbastanza consistente e non inferiore a quella del Cismon, grazie al buon afflusso è dovuto al contributo di numerosi rivi e torrentelli che vi confluiscono.
Lungo il torrente Vanoi viene praticata la pesca. Esso è inoltre considerato uno dei migliori e più impegnativi torrenti per la pratica del kayak d'alto corso d'Italia; il suo grado di difficoltà, nella parte alta dove si svolgono le gare, è di IV grado (su una scala da I a V). Ha già ospitato gare valevoli per la Coppa Italia e per il Campionato Italiano assoluto della disciplina; l'evento ha preso il nome di Vanoi Extreme Rapid Race.

### Affluenti

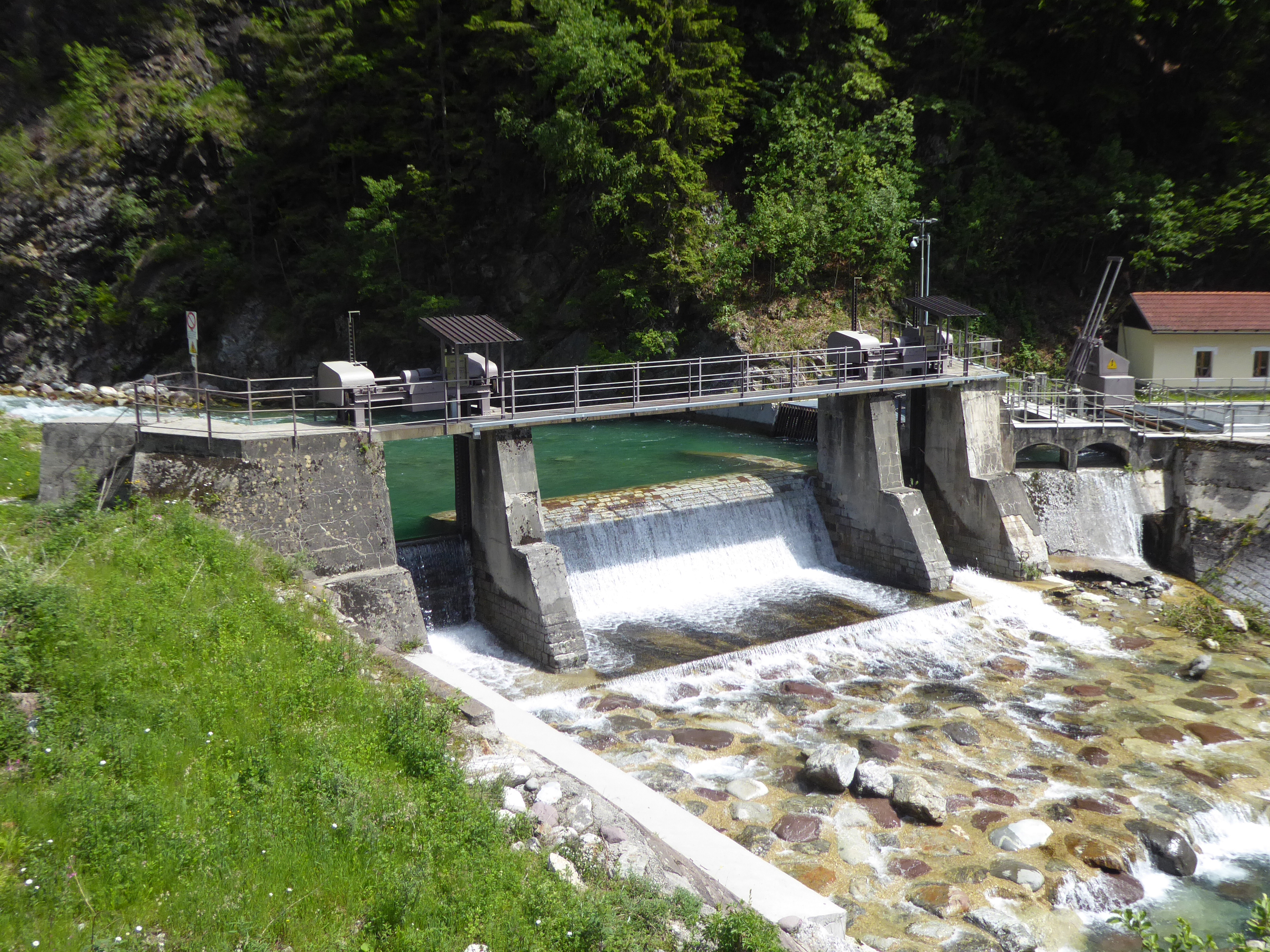
Lo sbarramento del Vanoi alla centrale di Caoria

I principali affluenti del Vanoi sono:
Affluenti di sinistra
- rio Brentella
- rio di Coldosè
- rio Valsorda. Confluenza nel Vanoi presso Caoria
- rio Boalon
- torrente Lozen. Confluenza nel Vanoi presso Canal San Bovo

Affluenti di destra
- rio Bus socede
- rio Val Regana
- rio Val Viosa
- rio Rebrut
- rio Val Longa

## Fauna
Lungo il torrente Vanoi trovano riparo diverse specie di pesci, rettili, anfibi e uccelli acquatici. Alcuni passeriformi trovano nelle rive ghiaiose e sassose del torrente fonti di nutrimento, come la ballerina bianca, la ballerina gialla e il merlo acquaiolo. Solo recentemente è sosta abituale per piccole popolazioni di aironi cenerini e di germani reali, uccelli dal volo resistente capaci di risalire diversi metri di altitudine in cerca di specchi d'acqua. Nei tratti di acqua calma spesso vi depone le uova la salamandra pezzata. Tra i rettili va menzionata la natrice dal collare barrata, una biscia nuotatrice capace di risalire i corsi d'acqua. Diversi mammiferi, come volpi e caprioli, sfruttano le acque pulite del torrente per abbeverarsi.